# Рицин
 Тази статия е за вида растения.  За отровата вижте Рицин (белтък).  
Рицинът (Ricinus communis), наричан още кърлеж, е растение от семейство Млечкови, основен представител на рода Рицин, а според немалко автори и единствен. Латинското име Ricinus също означава „кърлеж“ – име, показващо сходството между формата на семената и напил се с кръв кърлеж.

## Разпространение и описание
Произхожда от Източна Африка, но като техническа култура се сади във всички зони с умерен климат. В тропическите ширини е многогодишно дървовидно растение, а в умерените ширини рядко успява да преживее зимата и се развива като едногодишно тревисто растение.
Цялото растение е отровно: съдържа отровния белтък рицин и алкалоида рицинин. Семената му съдържат 45 – 60% рициново масло. Приличат на семената на фасула (въпреки че двете растения са от различни семейства) и ако бъдат объркани и използвани за храна, довеждат до отравяния.
Цялото растение е отровно. Наблюдавано е отравяне на всички селскостопански животни, което протича в много тежка форма като поразява всички органи и системи.
Други отровни за стопанските животни растения са: лютиче, орлова папрат, лупина, синап, див мак, млечка, елда, къклица.
(Източник: учебник по общо животновъдство за техникумите на Г. Кайтазов, И. Диваров, И. Ганчовски, стр. 33.)

## Употреба
Рицинът е култивиран още от дълбока древност заради извличаното от семената рициново масло, което се използвало за осветление. Семена са намирани в древноегипетски гробове от около 4000 г. пр.н.е. Според информация на Botanical.com, рицинът се споменава от Херодот като „кики“ и посочва произхода му от Египет. Страбон описва приложението на извличаното масло в маслени лампи и мазила, Теофраст и Диоскорид описват растението. Диоскорид също описва процеса за извличане на маслото и неговото приложение като слабително средство. Плиний също описва слабителното действие на рициновото масло.
Медицинското рициново масло е фракция, получавана при студено пресоване на семената. За разрушаване на отровния белтък рицин маслото се обработва с гореща водна пара. Рицинът е химически неустойчив и в резултат на хидролизата се разлага.
Поради разнообразието от цветове на листата му (виолетово-черни, червени, зелени, бронзови и др.), растението се използва като декоративно.
В България до средата на 30-те години на XX век рицинът се използва само с декоративни цели, а след това – и като маслодайна култура, като достига 100 000 декара засети площи до средата на 50-те години.